# Raynolds Peak (Wyoming)
Der Raynolds Peak ist ein Berg im Grand-Teton-Nationalpark im Westen des US-Bundesstaates Wyoming. Er hat eine Höhe von 3327 m und ist Teil der Teton Range in den Rocky Mountains. Er erhebt sich 8 km westlich des Jackson Lake und wir von zwei tiefen Schluchten, dem Snowshoe Canyon im Norden und dem Moran Canyon im Süden, umgeben. Der Raynolds Peak ist nach dem Bivouac Peak und dem Traverse Peak der dritte Gipfel auf dem Gebirgskamm, der sich vom Jackson Lake nach Westen zieht. Benannt wurde der Berg nach William F. Raynolds, der die Raynolds-Expedition 1859–1860 in die Region leitete.

## Belege
1. ↑  Peakbagger: Raynolds Peak. Abgerufen am 30. Januar 2021.
2. ↑  Geonames: Raynolds Peak. Abgerufen am 30. Januar 2021.
3. ↑  Ortenburger, Leigh N; Reynold G. Jackson (November 1996): A climber's guide to the Teton Range. Hrsg.: Mountaineers Books. ISBN 0-89886-480-1.